# Lepisorus tosaensis
Lepisorus tosaensis är en stensöteväxtart som först beskrevs av Mak., och fick sitt nu gällande namn av H. Itô. Lepisorus tosaensis ingår i släktet Lepisorus och familjen Polypodiaceae. Inga underarter finns listade.